# Camp Bonifas

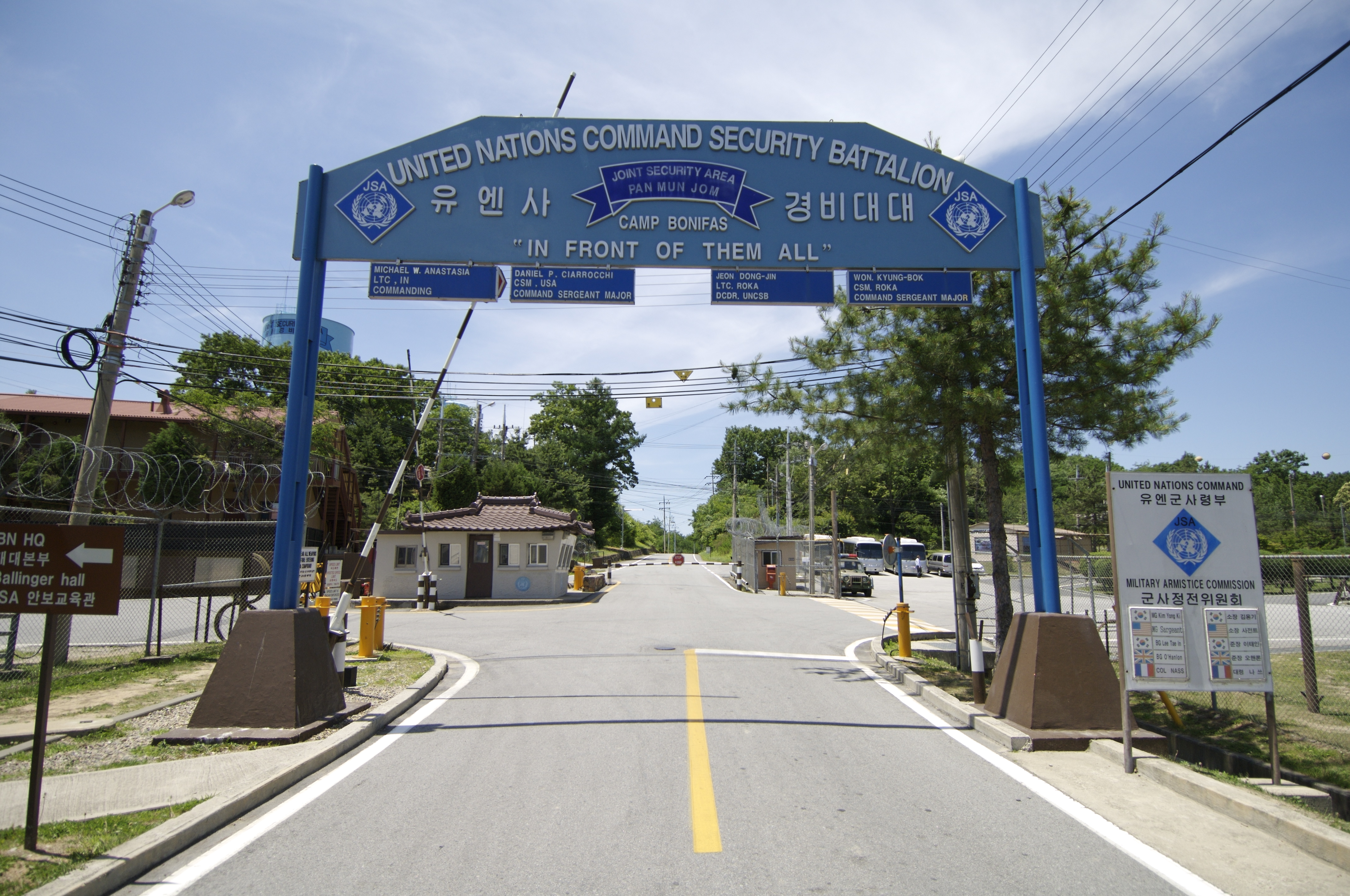
Zona desmilitarizada de Corea. Puerta principal del Campamento Bonifas. Vista desde el sur hacia el norte.

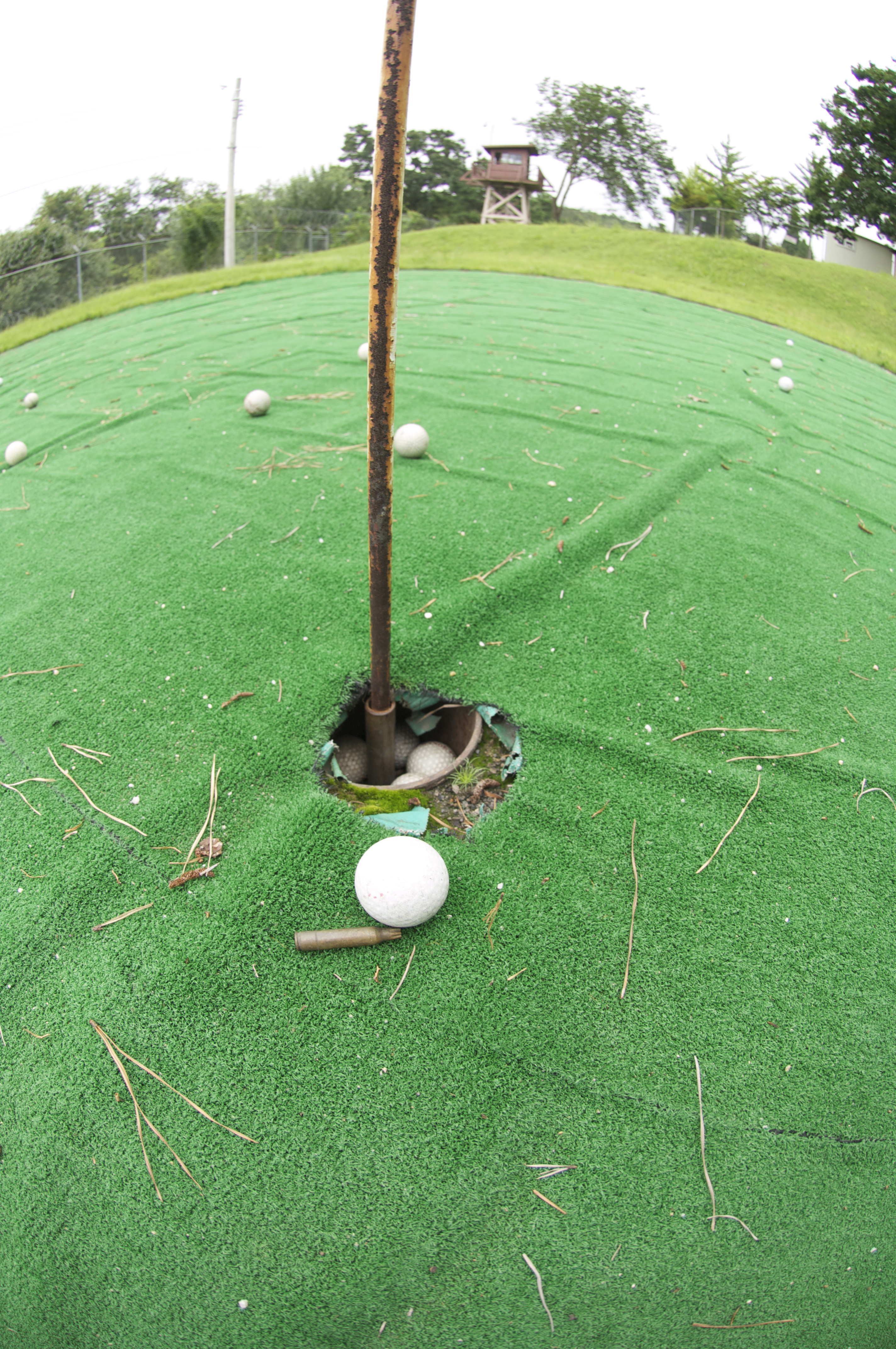
El "campo de golf más peligroso del mundo". Camp Bonifas, Zona Desmilitarizada de Corea.

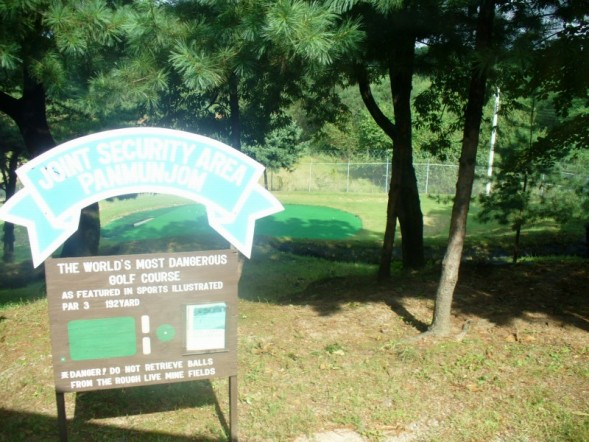
El campo de golf de Camp Bonifas

Camp Bonifas es un puesto militar del Comando de las Naciones Unidas ubicado a 400 m (1.300 pies) al sur del límite sur de la Zona Desmilitarizada de Corea (DMZ, en sus siglas en inglés). Se encuentra a 2.400 m (7.900 pies) al sur de la Línea de Demarcación Militar, que forma la frontera entre Corea del Sur (República de Corea) y Corea del Norte (República Popular Democrática de Corea). Fue devuelto a la República de Corea en 2006.

## Visión general
Camp Bonifas es la sede del Batallón de Seguridad del Comando de las Naciones Unidas-Área de Seguridad Conjunta, cuya misión principal es monitorear y hacer cumplir el Acuerdo de Armisticio de Corea de 1953 entre Corea del Norte y Corea del Sur. Los soldados de la República de Corea y de las Fuerzas de Corea de los Estados Unidos (conocidos como "escoltas de seguridad") realizan los recorridos del Programa de Orientación sobre la DMZ del Comando de las Naciones Unidas en la JSA y las áreas circundantes. El campamento tiene una tienda de regalos que vende recuerdos relacionados con DMZ y JSA.
El campamento, anteriormente conocido como Camp Kitty Hawk, fue rebautizado el 18 de agosto de 1986, en honor al Capitán del Ejército de los Estados Unidos Arthur G. Bonifas (ascendido póstumamente a mayor ), quien junto con 1Lt. Mark T. Barrett (ascendido póstumamente a capitán), fue asesinado por soldados norcoreanos en el "Incidente del asesinato de hacha".
El acceso a los Monitores de Naciones Neutrales (Suecia y Suiza), en Camp Swiss-Swede, se realizaba a través de Camp Bonifas.
Hay un "campo de golf" de par 3 de un hoyo en el campamento que incluye un césped artificial verde y está rodeado por tres lados por campos de minas. La revista estadounidense Sports Illustrated lo llamó "el hoyo más peligroso del golf" y hay informes de que al menos un disparo hizo explotar una mina terrestre.
Kevin Sullivan, de The Washington Post, informó en 1998 que Camp Bonifas era una "pequeña colección de edificios rodeados por triples bobinas de alambre de púas a solo 400 metros al sur de la DMZ", el cual, si no fuera por los campos de minas y los soldados, "se vería como un gran campamento de Boy Scouts".